# Hilary Rose
Hilary Ann Rose, née Chantler le 14 janvier 1935, est une sociologue britannique spécialisée dans la sociologie de la science et la politique sociale dans une  perspective féministe.